# Alfred Georges Regner
Alfred Georges Regner, né à Amiens le 22 février 1902 et mort à Bayeux le 20 septembre 1987, est un artiste peintre et graveur surréaliste français.

## Biographie
Après ses études à l'école des beaux-arts d'Amiens et des arts décoratifs de Calais, Alfred Georges Regner devient l'élève de Gustave Corlin. Diplômé de l’École nationale supérieure des arts décoratifs de Paris et de l'École nationale supérieure des beaux-arts en 1932, il fait preuve d'une rigueur implacable et laisse entrevoir une vocation pour l'enseignement. Sous l'influence de sa mère Célina Puget, il étudie l'ésotérisme, la parapsychologie et s'adonne au dessin automatique du surréalisme dès la fin des années 1920.
Après avoir fait le tour de la peinture académique (autoportrait, paysages et natures mortes), il continue d'explorer, la technique du dessin automatique chère aux surréalistes. Mais, contrairement à ceux-ci, Regner veut comprendre la signification des formes jaillies de son inconscient et approfondit ses recherches en suivant, entre autres, les cours de Françoise Dolto.
Dans le réseau de lignes de ses dessins automatiques, exécutés les yeux fermés, il décrypte des personnages réels ou encore des animaux fantastiques. Grâce à la couleur, il les met en relation et les fait surgir par les couleurs.
En 1943, il s'initie à la gravure avec J.-J.-J. Rigal. Il fonde en 1970 le salon de la gravure originale à Bayeux.
À Fontainebleau, il initie le sculpteur Claude Abeille à la pratique plastique.

## Postérité
Un prix de gravure, le prix Regner-Lhotellier, a été créé en son honneur et celui de son ami peintre Henry Lhotellier. Ce prix est attribué tous les deux ans par l'Association des amis d'Alfred Georges Regner (aaAGR) et récompense des graveurs vivants.

## Expositions, salons, conservation

### Expositions personnelles
- 1941 : Boulogne-sur-Mer, Maison d’art
- 1953 : Boulogne-sur-Mer, hall de La Voix du Nord
- 1956 : Paris, galerie Raymond Creuze
- 1960 : Fontainebleau, salle des fêtes du théâtre municipal, peintures et gravures
- 1966 : Paris, galerie Simon Florentin, gravures
- 1966 : Fontainebleau, bibliothèque municipale
- 1968 : Bayeux, musée Baron Gérard, peintures et gravures
- 1969 : Boulogne-sur-Mer, château-musée, peintures et gravures
- 1969 : Calais, musée des Beaux-Arts et de la Dentelle, peintures et gravures
- 1969 : Dunkerque, musée des Beaux-Arts, peintures et gravures
- 1974 : Port-en-Bessin, hôtel de ville, peintures et gravures
- 1982 : Bayeux, galerie La Lanterne, « 60 ans de gravure et de peinture »
- 1985 : Bayeux, musée Baron Gérard, peintures

### Expositions de groupes
- 1935 à 1941 : Boulogne-sur-Mer, Maison d’art
- 1939 : Boulogne-sur-Mer, atelier du château des granits
- 1943 : Paris, galerie Suzanne Froissart
- 1943 : Fontainebleau, atelier galerie Edmond Rigal
- 1943-1944-1945 : Paris, galerie la Boëtie, « Petite école de Fontainebleau et ses amis »
- 1945 : Palais de Fontainebleau, peinture contemporaine
- 1951 : Casino de Boulogne-sur-Mer
- 1952 : Paris, galerie des Beaux-arts, sélection prix du Noël de la peinture - Journal Arts d'Air France
- 1954 : Paris, palais des Beaux-Arts de la Ville, Société de l’école françaises - 15 groupes
- 1954 : Paris, galerie Durand-Ruel
- 1956 : Milan, Tre Pittori Francesi Galleria del Grattacielo
- 1957 : Paris, Galerie Raymond Creuze - Bibliophiles et gravures d’aujourd’hui
- 1957 : Fontainebleau, salle des fêtes du théâtre municipal
- 1959 : Paris, galerie Raymond Creuze, « 30 peintres de l’Art libre »
- 1960 : Meaux, salle capitulaire
- 1966 : Dammarie-les-Lys, exposition d’art sacré
- 1967 : Musée de Calais, « Estampes de Bonnard à nos jours »
- 1968 : Musée de Dunkerque, « De Cézanne à nos jours »
- 1970 : Dortmund, Xe anniversaire du jumelage Amiens-Dortmund

### Salons
- 1945 : Salon des vrais indépendants
- 1946 à 1951 : Salon des surindépendants

### Expositions posthumes
- 1988 : 19e salon de la gravure originale à Bayeux, hommage à Regner
- 1990 : « 6e salon de l'estampe, hommage à Regner », groupe Corot, Ville-d'Avray
- 1991 : Château-musée de Boulogne-sur-Mer, rétrospective
- 1992 : musée Baron Gérard de Bayeux, inauguration de la salle « A.G. Regner »
- 1995 : « 25 ans de gravure contemporaine, hommage à A. G. Regner », hôtel du Doyen à Bayeux
- 1996 : Journée du Patrimoine, ancien carmel, Tarbes « Quinzaine de l'estampe, de Pissarro à Manessier, hommage à A. G. Regner
- 2007 : Rétrospective à la chapelle du musée de la tapisserie de Bayeux, sous la direction des archives du Calvados
- 2010 : Journées du patrimoine « du réalisme au surréalisme », mairie du 7e arrondissement de Paris

### Conservation
Ses tableaux et ses gravures sont conservés au musée Baron Gérard de Bayeux, au musée des beaux-arts de Calais, au musée de Picardie et au château-musée de Boulogne-sur-Mer.
Les archives départementales du Calvados conservent une partie de son œuvre peinte et gravée. La Bibliothèque nationale de France possède une centaine de ses gravures.